# Wiedenborstel
Wiedenborstel település Németországban, Schleswig-Holstein tartományban. Lakosainak száma 10 fő (2023. december 31.).

## Népesség
A település népességének változása:
| Lakosok száma | 9    | 11   | 11   | 11   | 10   | 10   |
|               | 1975 | 2017 | 2019 | 2021 | 2022 | 2023 |